# Lasoń (Lublin)
Lasoń [pronunciación en polaco: /ˈlasɔɲ/] es un pueblo ubicado en el distrito administrativo de Gmina Ryki, dentro del Condado de Ryki, Voivodato de Lublin, en Polonia oriental. Se encuentra aproximadamente a 7 kilómetros al sureste de Ryki y a 56 kilómetros al noroeste de la capital regional Lublin.